# Клубівська сільська рада (Ріпкинський район)
Клубі́вська сільська́ ра́да — адміністративно-територіальна одиниця та орган місцевого самоврядування в Ріпкинському районі Чернігівської області. Адміністративний центр — село Клубівка.

## Загальні відомості
Клубівська сільська рада утворена у 1988 році.
- Територія ради: 75,51 км²
- Населення ради: 348 осіб (станом на 2001 рік)

## Населені пункти
Сільській раді були підпорядковані населені пункти:
- с. Клубівка
- с. Вир
- с. Лизунова Рудня
- с. Олександрівка Друга

## Склад ради
Рада складалася з 12 депутатів та голови.
- Голова ради: Губар Світлана Миколаївна
- Секретар ради: Ясько Валентина Михайлівна

### Керівний склад попередніх скликань
| Прізвище, ім'я, по батькові | Основні відомості                                                                       | Дата обрання | Дата звільнення |
| --------------------------- | --------------------------------------------------------------------------------------- | ------------ | --------------- |
| Губар Світлана Миколаївна   | Сільський голова, 1952 року народження, освіта середня спеціальна, член Народної партії | 26.03.2006   | 31.10.2010      |
| Губар Світлана Миколаївна   | Сільський голова, 1952 року народження, освіта середня спеціальна, член Партії регіонів | 31.10.2010   |                 |

Примітка: таблиця складена за даними сайту Верховної Ради України

### Депутати
За результатами місцевих виборів 2010 року депутатами ради стали:

#### За суб'єктами висування
| Суб'єкт висування | Кількість обраних депутатів | %  |
| ----------------- | --------------------------- | -- |
| Партія регіонів   | 9                           | 75 |
| Народна партія    | 3                           | 25 |

#### За округами
| № округу        | Прізвище, ім'я, по батькові  | Дата визнання обраним | Освіта  | Партійна приналежність | Відомості про обраного депутата                         |
| --------------- | ---------------------------- | --------------------- | ------- | ---------------------- | ------------------------------------------------------- |
| Народна Партія  |                              |                       |         |                        |                                                         |
| 6               | Мурашко Февронія Сергіївна   | 03.11.2010            | середня | член Народної партії   | пенсіонер                                               |
| 8               | Ясько Валентина Михайлівна   | 03.11.2010            | середня | член Народної партії   | Клубівська сільська рада, секретар                      |
| 9               | Ревенок Євгенія Петрівна     | 03.11.2010            | середня | член Народної партії   | тимчасово не працює                                     |
| Партія регіонів |                              |                       |         |                        |                                                         |
| 1               | Янченко Ірина Миколаївна     | 03.11.2010            | середня | член Партії регіонів   | Клубівське відділення зв'язку, начальник                |
| 2               | Тагієва Валентина Михайлівна | 03.11.2010            | середня | член Партії регіонів   | Клубівська сільська бібліотека, бібліотекар             |
| 3               | Аліфіренко Зоя Миколаївна    | 03.11.2010            | середня | член Партії регіонів   | Клубівській сільський клуб, завідудча                   |
| 4               | Шкраб Тетяна Іванівна        | 03.11.2010            | вища    | член Партії регіонів   | Клубівський фельдшерсько-акушерський пункт, завідувачка |
| 5               | Петух Антоніна Прокопівна    | 03.11.2010            | вища    | член Партії регіонів   | пенсіонер                                               |
| 7               | Стецько Тетяна Олексіївна    | 03.11.2010            | вища    | член Партії регіонів   | Клубівська сільська рада, головний бухгалтер            |
| 10              | Нагуло Надія Семенівна       | 03.11.2010            | середня | член Партії регіонів   | пенсіонер                                               |
| 11              | Остренок Тетяна Андріївна    | 03.11.2010            | середня | член Партії регіонів   | пенсіонер                                               |
| 12              | Шепель Наталія Антонівна     | 03.11.2010            | середня | член Партії регіонів   | пенсіонер                                               |